# A7L
A7L — основний тип скафандру, що використовуваний астронавтами НАСА в програмі Аполлон, у трьох польотах до станції Скайлаб та в програмі Союз-Аполлон з 1968 року і до завершення польотів на космічних кораблях Аполлон у 1975 році. Позначення "A7L" розшифровувалося НАСА як сьомий скафандр для програми Аполлон, розроблений та вироблений компанією ILC Dover. A7L був еволюційним розвитком скафандрів ILC A5L та A6L. A5L був початковим варіантом скафандра, A6L був доданий об'єднаний теплоізоляційний і протиметеорний шар оболонки скафандра. 
Після пожежі на кораблі AS-204 конструкція скафандра була змінена для забезпечення вогнестійкості і він отримав позначення A7L.

## Конструкція
Розробка базового дизайну Apollo EMU (Extravehicular Mobility Unit) зайняла більше трьох років. На початку програми «Аполлон» скафандр ще не отримав свій остаточний  вигляд.
У березні 1962 року NASA провело конкурс на отримання контракту з Apollo SSA. Кожна конкурсна пропозиція мала продемонструвати всі можливості, необхідні для розробки та виробництва всього SSA. Багато підрядників-команд подали пропозиції. Два викликали інтерес НАСА. Пропозиція Гамільтонського стандартного підрозділу Об'єднаної авіабудівної корпорації запропонувала Гамільтону забезпечити управління програмою SSA та PLSS (Portable Life Support System) із компанією David Clark як постачальником PGA. Пропозиція International Latex Corporation (ILC) передбачала, що International Latex стане менеджером програми SSA та виробником PGA, Republic Aviation надасть додатковий досвід костюмів, а Westinghouse надасть PLSS.
Після оцінки пропозицій NASA віддало перевагу концепції Hamilton PLSS і досвіду програми, але дизайну ILC PGA. NASA вирішило розділити команди Hamilton і ILC-Dover, видавши контракт із Hamilton із умовою, що ILC-Dover надає PGA.
До березня 1964 року Гамільтон і НАСА виявили, що три послідовні конструкції ILC Apollo PGA не відповідають вимогам. Під час порівняльного тестування лише костюм Близнюків Девіда Кларка був прийнятним для використання в командному модулі Apollo. Хоча Hamilton PLSS відповідав усім вимогам, випробування екіпажем показали, що вимоги до життєзабезпечення були недостатніми, що змусило почати програму Apollo SSA заново.
У жовтні 1964 року НАСА вирішило розділити програму скафандра на три частини. Девід Кларк забезпечив костюми для перших місій «Блоку I» без позакорабельної активності (EVA). Програма Hamilton/ILC продовжуватиме роботи як «Блок II» для підтримки ранніх місій EVA. Конструкція скафандра для блоку II мала бути обрана на повторному конкурсі в червні 1965 року. Щоб забезпечити успіх рюкзака Block II, компанія AiResearch профінансувала паралельну роботу з рюкзаком. Пізніші, довготриваліші місії Apollo будуть називатися Block III і матимуть досконаліші скафандри та довше працюючий рюкзак, які нададуть постачальники, обрані в майбутніх конкурсах. Щоб відобразити цей новий початок у програмі, PGA було перейменовано на Pressure Suit Assembly (PSA) у всіх програмах, а Block II і III SSA були перейменовані на Extravehicular Mobility Unit (EMU).
Hamilton і International Latex так і не змогли налагодити ефективні робочі відносини. У березні 1965 року Гамільтон перейшов на компанію B. F. Goodrich як постачальника костюмів. International Latex у липні 1965 року виграв конкурс костюмів Block II із дизайном A5L. Це змусило NASA безпосередньо взяти на себе управління програмою Block II EMU. До кінця 1965 року компанія Hamilton Standard завершила сертифікацію свого нового рюкзака. Згодом NASA припинило випуск рюкзака Block II AiResearch, таким чином завершивши вибір дизайну костюма/рюкзака та постачальників для підтримки першої прогулянки людини на Місяці. Однак це не обійшлося без покращень. Аполлон-11 Apollo 11 EMU мав костюм A7L із рюкзаком -6 (шість штрихів), що відображає сім ітерацій дизайну костюма та шість рюкзаків. A7L був костюмом з заднім входом, виготовленим у двох версіях. Extra-vehicular (EV), який використовувався на Місяці, і Command Module Pilot (CMP), які були простішим одягом.
У жовтні 1968 року на борту «Аполлона-7» скафандри A7L піднялися в космос. Вони використовувалися як скафандри для запуску та повторного входу. Також у 1968 році NASA визнало, що з модифікаціями Block II EMU може додатково підтримувати пізніші місії EVA, які включають Місяцехід (LRV). Це призвело до припинення Apollo Block III на користь Apollo 15–17 EMU з використанням костюма A7LB і довготривалого рюкзака «-7».
Повний Apollo EMU дебютував у космосі з Apollo 9, запущеним у космос 3 березня 1969 року. На четвертий день місії пілот місячного модуля Рассел Швейкарт і командир Джеймс МакДівіт вирушили в місячний модуль. Потім астронавти скинули тиск як у командному, так і в місячному модулях. Швейкарт вийшов з місячного модуля, щоб перевірити рюкзак і провести експерименти. Девід Скотт частково вийшов із люка командного модуля, підтримуваного пуповиною, підключеною до командного модуля, щоб спостерігати. EVA тривав лише 46 хвилин, але дозволив перевірити обидві конфігурації EVA EMU. Це був єдиний вихід у відкритий космос Аполлона до місії висадки Аполлона-11 на Місяць.
Аполлон-11 зробив A7L найбільш знаковим костюмом програми. Це був основний скафандр, який носили астронавти НАСА для проекту Аполлон. Починаючи з 1969 року, костюми A7L розроблялися та вироблялися компанією ILC Dover (на той час — підрозділом Playtex). A7L є еволюцією початкового A5L від ILC, який виграв конкурс скафандрів у 1965 році, і A6L, який представив інтегрований тепловий і мікрометроїдний покривний шар. Після смертоносної пожежі на «Аполлоні-1» костюм був покращений, щоб стати вогнестійким і отримав позначення A7L.
20 липня 1969 року EMU "Аполлон-11" займали чільне місце в телевізійних репортажах.

### Технічні характеристики скафандрів Apollo 7 - 14 EMU
- Назва: Відділ позакорабельної мобільності (EMU)
- Виробник: ILC Dover (комплект скафандра під тиском) і Hamilton Standard (портативна система життєзабезпечення)
- Місії: Аполлон 7-14
- Функція: внутрішньокорабельна активність (IVA), орбітальна позакорабельна активність (EVA) і наземна EVA
- Робочий тиск: 3,7 psi (25,5 кПа)
- Маса костюма IVA: 62 фунта (28,1 кг)
- Маса костюма EVA: 76 фунтів (34,5 кг)
- Загальна маса костюма EVA: 200 фунтів (91 кг)
- Первинна підтримка життя: 6 годин
- Резервна підтримка життя: 30 хвилин

За своєю конструкцією скафандр A7L був цілісним, п'ятишаровим скафандром, що закривав тулуб і кінцівки, з гнучкими зчленуваннями, зробленими з синтетичної та натуральної гуми на плечах, ліктях, зап'ястях, стегнових суглобах, колінах і суглобах стопи, сполучна плечової конструкції «кабель-блок», що дозволяє оператору розсувати та зрушувати плечі.
Металеві кільця на комірі та манжетах рукавів призначалися для встановлення герметичних рукавичок і знаменитого «шолома-акваріума» Аполлонів (вибраного НАСА за забезпечення широкого поля огляду та відмови від герметичного забрала шолома, що вимагався у скафандрах програм Меркурій та Джемі). «Зовнішня оболонка», яка була зроблена вогнестійкою після пожежі на Аполлон-1, була надіта поверх внутрішнього гермокостюму та була знімною для ремонту чи обстеження. Усі скафандри A7L мали вертикальну «блискавку», яка йшла від плечей до паху, для надягання та знімання скафандра.

## Скафандри Аполлон 15-17, скафандри Skylab і ЕПАС
Під час останніх трьох місячних польотів Аполлона, Аполлон-15, Аполлон-16 і Аполлон-17, скафандри були суттєво перероблені. Скафандри називалися A7LB, які випускалися у двох версіях. Версія Extra-vehicular (EV) була новим костюмом середнього класу, який забезпечував більшу мобільність і спрощував роботу з місяцеходом. Костюми A7LB EV були розроблені для більш тривалих місій серії J, під час яких проводилося три виходи за межі космічних кораблів та вперше використовувався місячний транспортний засіб (LRV).
Спочатку розроблений ILC-Dover як «A9L», але отримав від NASA позначення «A7LB», новий костюм включав два нових з'єднання на шиї та талії. Поясний суглоб був доданий, щоб дозволити астронавту сидіти на LRV, а шийний суглоб мав забезпечити додаткову видимість під час керування LRV. Завдяки поясному з'єднанню шість з'єднувачів життєзабезпечення було змінено з паралельної схеми на набір із двох «трикутників», а задня застібка-блискавка вгору-вниз була переглянута та переміщена. «Застібка-блискавка» насправді є неправильною назвою, оскільки вхід A7L був через дві блискавки, вшиті одна на одну. Внутрішня блискавка мала гумові зубці і забезпечувала герметичність.
Зовнішня (видима зовні) застібка-блискавка являла собою звичайний бігунок із металевими зубцями для механічного утримання. A7LB мав дві пари таких комплектів блискавок, які перетиналися з правого боку костюма над поясом. Щоб розкрити костюм, потрібно було розстібнути застібку, яка утримувала комплекти блискавок разом.